# 頓宮恭子
頓宮恭子（日语：／ Tongū Kyōko，1956年10月11日—），日本女性配音員。青二Production所屬。出身於岡山縣岡山市。身高160cm。A型血。

## 簡歷
頓宮恭子雖然出生於岡山縣岡山市，但因父親工作的原因，往返於岡山縣和廣島縣之間生活。有一個弟弟。
廣島文教女子大學畢業。大學期間，她喜歡電視動畫《阿爾卑斯的少女海蒂》，並想成為一名配音員，於是她報名參加了專門學校東京廣播學院的廣播聲優課程。在同一所學校學習期間，她被接受為《早安工作室》（東京電視台）的穿戴人偶「犬之花兵衛」進行配音，並於1980年10月開始作為配音員首次亮相，扮演花兵衛的角色一直持續到1982年5月。
在國際電影社的J9系列三部曲《銀河旋風無賴我》、《銀河烈風幕臣我》、《銀河疾風流離我》裡，跟她一起合作的主要演員有鹽澤兼人、森功至、麻上洋子、曾我部和恭、八奈見乘兒等人。
1985年9月，她與一名國家公務員結婚。

## 人物
擅長方言：廣島方言。
她演過很多少年角色。
特長：游泳、瓷器彩繪。

## 演出
粗體字表示主要角色。

### 電視動畫
1981年
- 銀河旋風無賴我（1981年—1982年，辛凌河）

1982年
- 阿波羅之女（時間女神、神明、女孩子）
- 銀河烈風幕臣我（李曉琪）
- The♥南瓜酒（真子）
- 衝鋒勝平（日语：ダッシュ勝平）（小時候的本田）

1983年
- 亞空大作戰斯蘭格爾（艾多爾）
- 貓♥眼（里子）
- 銀河疾風流離我（迷你帕西亞、吉米的母親）
- 奈奈子SOS（日语：ななこSOS）（便利商店引擎十一）
- 愛麗絲夢遊仙境 (1983年版)（日语：ふしぎの国のアリス (テレビアニメ)）（半斤[9]、庫克）
- 無敵三四郎（少年、小孩）
- 咪姆多彩夢幻之旅（秋子）
- 真知子老師
- 美雪、美雪（奈見）

1984年
- Gu-Gu甘莫（日语：Gu-Guガンモ）（西鄉梅里子、500元）
- 樹熊歷險記（日语：コアラボーイ コッキィ）（弗羅比）
- 宗谷物語（日语：宗谷物語）（五郎）
- 超攻速加爾比昂（日语：超攻速ガルビオン）（泰莉）
- 怪博士與機器娃娃 (1981年版)
- 神奇無尾熊（日语：ふしぎなコアラブリンキー）（學生B、洛可、學生、小無尾熊）
- 北斗神拳（1984年—1987年，多奇、灘吉）
- 夢戰士WING-MAN（日语：ウイングマン）（園童A、劍坊）

1985年
- 蒼之流星SPT雷茲納（喬伊）
- 新好小子（日语：あした天気になあれ (漫画)）
- 機動戰士Z鋼彈（雷茲·小林）
- 足球小將翼 (1983年版)（喬邦尼）
- 鬼太郎 (第3作)（1985年—1987年，、少年B、沖川、吉光、與一、正太、六助、冒牌呼子、治、〈第2代〉）
- 星槍士俾斯麥
- 搞怪拍檔（惠）
- 俏皮小百寶（佐藤淑子[10]）
- 高爾夫頑童猿丸（1985年—1988年，猿谷猿丸[11]）
- 魯邦三世 PARTIII（日语：ルパン三世 PARTIII）

1986年
- 愛少女波麗安娜物語（米奇·墨菲）
- 加油！吉塔斯（野口學[12]）
- 機動戰士鋼彈ZZ（阿瑪薩·保拉）
- 銀牙 -流星 銀-（史密斯[13]、信治）
- 三國志II 在天空翱翔的英雄們（日语：三国志 (日本テレビ)）（小孩）
- 青春動畫全集（日语：青春アニメ全集）（團地夫人）
- 七龍珠（男孩子）
- Bug甜心（日语：Bugってハニー）（1986年—1987年）
- Wonder Beat Scramble（日语：ワンダービートS）（健一）

1987年
- 超能力魔美（兒子）
- 機甲戰記龍騎兵（傑克[14]）
- 格林名作劇場（1987年—1988年，旅館女孩、逃兵、妹妹的女兒）
- 新楓葉鎮物語 棕櫚鎮篇（喬依·泰瑞兒[15]）
- 聖鬥士星矢（艾歐利亞〈少年時期〉）
- 高校！奇面組（日语：ハイスクール!奇面組）（平山竹）

1988年
- 新高爾夫頑童猿丸（猿谷猿丸）
- 麵包超人（忍者喵者〈初代〉、榨汁機小子）
- 聖魔大戰（法拉助、保姆）
- 甜蜜小天使 (1988年版)（油罐車米基）

1989年
- 惡魔君（1989年—1990年，告密者[16]）
- 新格林名作劇場（公主）
- 新仙魔大戰（1989年—1990年，繪本達助）
- 變形金剛V（赫力[17]）
- 魔法使莎莉 (1989年版)（1989年—1991年，花村頓吉）

1990年
- 西瓜皮先生（女警A）
- 奇天烈大百科（佐和）
- 夠了！阿太郎 (1990年版)（日语：もーれつア太郎）（凸八[18]）

1991年
- 蓋特機器人號（明）

1992年
- 妙廚老爹（1992年—1993年，三浦貢〈初代〉[19]）
- 大草原上的小天使 灌叢嬰猴（莎莉·比爾）
- 超時空保姆（竹藏）

1998年
- 怪博士與機器娃娃 (1997年版)（1998年—1999年，法蘭肯、狼男）

1999年
- 週刊故事樂園（日语：週刊ストーリーランド）（洋平、少年）

2000年
- 機巧奇傳希約戰記（鹽路）

2003年
- 高橋留美子劇場 人魚之森（草吉〈60年前〉）

2006年
- 燒過的點心樹（日语：焼跡の、お菓子の木）（太一）

### 電影動畫
1983年
- 劇場版 最後的冠軍（日语：ナイン (漫画)）（女學生）
- 赤腳阿元

1984年
- The♥南瓜酒：尼塔的愛情物語（真子）

1985年
- 劇場版 Gu-Gu甘莫（日语：Gu-Guガンモ）（西鄉梅里子）

1986年
- 喀喀喀的鬼太郎：妖怪大戰爭（朝雄[20]）
- 赤腳阿元2
- 高爾夫球手猿：超級高爾夫世界的挑戰（猿谷猿丸）

1987年
- 新楓葉鎮物語 棕櫚鎮篇 ～你好！新的小鎮～（日语：新メイプルタウン物語 パームタウン編 (1987年の映画)）（喬依·泰瑞兒）
- 劇場版 搞怪拍檔（惠）
- 高爾夫頑童猿丸：甲賀秘境！影之忍法高爾夫晉見！（猿谷猿丸）

1989年
- 劇場版 惡魔君（告密者[21]）

1990年
- 惡魔君：歡迎來到惡魔樂園!!（告密者[22]）
- 有小黑的夏天（岩吉）
- 劇場版 魔法使莎莉（ダブダブ）

1992年
- 神通小精靈：喜歡·喜歡·我喜歡章魚燒！（日语：まじかる☆タルるートくん すき・すき タコ焼きっ!）（Chu五郎）
- YAWARA！ 上吧！懦怯的孩子們！（田中孝太郎）

2001年
- 哆啦A夢：大雄與翼之勇者（古斯基[23]）

### OVA
- 搞怪拍檔的大對決 諾蘭蒂亞之謎（1985年，惠）
- 搞怪拍檔（1987年，惠）
- 黑色魔法M-66（日语：ブラックマジック M-66）（1987年，中村）
- 雷諾尼都紀事 Dragon Slayer傳說（1988年，阿特納斯）
- 魔界都市〈新宿〉（1988年，小不點）
- 搞怪拍檔 謀略的005航班（1990年，惠）
- 變形金剛Z（1990年，赫力）
- 花之飛鳥組！2 孤獨的貓大逃殺（日语：花のあすか組!#OVA2）（1990年，馬場）
- 奇兵大冒險 風之塔（1991年，布魯曼）
- 亞馬尻一家（1992年，亞馬尻菊之助）
- （1993年，艾迪）
- （1999年，明）

### 遊戲
1990年代
- 星際火狐64（1997年，史利比·陶德、坎特·孟羅）
- 孿生物語（日语：ツインズストーリー きみにつたえたくて…）（1998年，櫻田泉）

2000年代
- 熱鬥高爾夫（2000年，猿丸）
- 任天堂明星大亂鬥系列（2001年—2018年，史利比·陶德）5作品[系列 1]
- 星際火狐：突襲（日语：スターフォックス アサルト）（2005年，史利比·陶德）
- SD鋼彈 G世代（阿瑪薩·保拉）2作品[系列 2]
- 高爾夫頑童猿丸（2008年，猿谷猿丸[24]）

2020年代
- 機戰少女Alice（2022年，惠[25]）

### 外語配音

#### 電影
- 衝向天外天（英语：Explorers (film)）（本·克蘭德爾〈伊森·霍克〉）
- 美人魚 ※富士電視台版。

#### 動畫
- 小奇兵（小威）※VHS版。
- 瑜伽熊秀（布布熊）※VHS版。

### 電視節目
- 來說英語吧（日语：英語であそぼ）（巧比，「探尋哥布林島」 → 「你好！法國蝸牛島」）
- 早安工作室（日语：おはようスタジオ）（花兵衛的聲音，1980年—1982年／穿戴人偶劇）
- 日立 發現世界不可思議的地方！（日语：日立 世界・ふしぎ発見!）（聲音演出）

### 廣告
- 愛斯基摩人「秘傳忍法帳」
- KONAMI 「大盜五右衛門外傳2 天下的財寶（日语：がんばれゴエモン外伝2〜天下の財宝〜）」（五右衛門）
- JALECO 「忍者茶茶丸」（茶茶丸）
- HUDSON 「超級射擊手錶」（《電腦男孩（日语：電脳ボーイ）》祭場一騎的聲音）
- HUDSON 「企鵝先生」、「炸彈人」

### 人偶劇
- 兒童人偶劇場（日语：こどもにんぎょう劇場）「長襪子皮皮」

### 其它
- 三麗鷗彩虹樂園（艾迪）

## 腳註

## 外部連結
- 頓宮恭子｜青二Production （日語）